# Луґі (Злотовський повіт)
Луґі (пол. Ługi, нім. Karlsdorf) — село в Польщі, у гміні Закшево Злотовського повіту Великопольського воєводства.
Населення — 119 осіб (2011).
У 1975-1998 роках село належало до Пільського воєводства.

## Демографія
Демографічна структура станом на 31 березня 2011 року:
|          | Загалом | Допрацездатний вік | Працездатний вік | Постпрацездатний вік |
| -------- | ------- | ------------------ | ---------------- | -------------------- |
| Чоловіки | 58      | 14                 | 41               | 3                    |
| Жінки    | 61      | 17                 | 33               | 11                   |
| Разом    | 119     | 31                 | 74               | 14                   |